# Røde Kors - over alle grænser
|  | Denne artikel er oprettet af botten PalnaBot ud fra en ekstern database. Den kan derfor have sproglige fejl eller mangler. Denne skabelon kan fjernes efter kontrol af indholdet. |

Røde Kors - over alle grænser er en dokumentarfilm fra 1964 instrueret af Svend Aage Lorentz.

## Handling
En filmkavalkade baseret på arkivmateriale over røde kors tanken og organisationens humanitære hjælpearbejde fra 1. verdenskrig til i dag. Filmen trækker på en række andre Røde Kors film bl.a. : 'Nur Ein Weg bleibt offen', 'Danmark hjælper Ungarn' og 'Congo 66'. Filmen indledes med uddrag fra en spillefilm om Jean Henri Dunants liv. Røde Kors blev til inspireret af den franske forretningsmand og sociale aktivist Jean Henri Dunants bog "Minder fra Sorefino". I 1859 påbegyndte han det, der skulle blive verdens første hjælpetjeneste. Filmen viser optagelser fra krige og uroligheder fra Balkan i 1912-13. I årene under og efter 1. verdenskrig var der 7 millioner krigsfanger, som Røde Kors skrev oplysningskort på og formidlede kontakt og nødhjælp til. I 1922 sender Røde Kors bistand til nødlidende under krigen mellem Tyrkiet og Grækenland. 1920'ernes epidemier i Centraleuropa (Wien, Budapest). Under 2. verdenskrig forsøgte Røde Kors at få en konvention, der sikrede civilbefolkningens beskyttelse. Det lykkedes hverken for de besatte lande eller koncentrationslejrene. Undervejs lykkedes det dog at få sendt pakker med hjælpeforsyninger ud til krigsfanger. Efter krigen søsatte Røde Kors et massivt hjælpearbejde i det sønderbombede Europa. Hospitalsskibet Jutlandia behandler 5.000 patienter under Koreakrigen. Hollandshjælpen i 1952. Dansk Røde Kors påtog sig i 1963 administrationen af genopbyggelsen af hospitalsvæsnet i Congo efter Belgiens tilbagetrækning. Dermed trådte Dansk Røde Kors aktivt ind i ulandsarbejde.